# Sarsaparrella de l'Oest
La sarsaparrella de l'Oest americà o sarsaparrella d'Hondures (Smilax regelii) és una espècie de planta perenne en forma de liana amb tiges espinoses nativa d'Amèrica central. És una de les diverses plantes que reben el nom de sarsaparrella paraula que deriva del castellà zarza (esbarzer) i parrilla diminutiu de parra (de la vinya).

## Usos
La sarsaparella d'Hondures és la base per a fer una beguda sense alcohol, també anomenada sarsaparrella, típica de les pel·lícules de l'oest americà on se'n consumia molta entre 1820 i 1890.
També és un ingredient típic de la cervesa d'arrels a l'estil antic, junt amb el sassafràs.
Els americans creien que tenia propietats medicinals, i era popular a Europa per a tractar la sífilis entre 1820 i 1910. Actualment es creu que és útil per a tractar l'èczema, psoriasis, artritis, herpes, i lepra.
Actualment aquesta beguda es pot trobar en molts països i fa de saboritzant de diverses begudes sense alcohol al Regne Unit i Austràlia. A Amèrica del nord hi ha la marca Sioux City Sarsaparilla)